# BSN水曜見ナイト
『新潟全県民バラエティ 水曜見ナイト』（にいがたぜんけんみんバラエティ すいようみナイト）は、2011年4月27日から新潟放送（BSNテレビ）で放送されている新潟県向けの情報・バラエティ番組である。
2021年3月までの番組名は『BSN水曜見ナイト』（ビーエスエヌすいようみナイト）。
番組開始から10周年となった2021年4月14日の放送から、番組名を現在のものに変更した。通称は「水曜見ナイト」。

## 概要
新潟放送では2010年4月から毎月第2水曜日の19時から『THE新潟スペシャル』（ザ・にいがたスペシャル）という情報番組を放送していたが、その流れを引き継ぐ形で始まった。
新潟初!新潟発のゴールデン番組と、新潟初の新潟の放送局によるゴールデンタイムの自社制作レギュラー番組であることをうたっている。
番組は、その週の特集と、レギュラーコーナーである『よりみち行ってみずほ』（2013年3月までは『まちかど行ってみずほ』、その前は『伊勢みずほの夢と逢いましょう』）からなる。
放送しない週は『東大王』を放送する(主に『東大王』が拡大SPを編成する回で休止になるが、『東大王』が通常放送でも同時ネットされる回がある)。
新潟ローカル番組だが、2020年4月11日にテレビ埼玉（TVS、テレ玉）でも単発放送された。

## 出演者
☆は新潟放送アナウンサー、過去出演者も同様。

### 司会
- ☆前野智郎（2024年4月から。以前はリポーターとしても活躍。）
- 伊勢みずほ（フリーアナウンサー）

### リポーター
- ☆行貝寧々（「クイズ!この街BINGO3」担当）
- ☆三浦萌（「ミウラは知らない新潟」担当）

- スーパー・ササダンゴ・マシン（プロレスラー・タレント・実業家、「クイズ!この街BINGO3」・「特命係長 笹野仁」担当）
- ニイガタ姉さん（新潟県非公認PRキャラクター、「ほんまですかクエスト」・｢ニイガタ姉さん 3000円旅行社｣[8]担当）
- IMP.松井奏（2024年10月16日 - 月一レギュラー[9]、「行ってみナイト！みなとくん」[10]担当）

### 過去の出演者
- ☆黒崎貴之（2024年3月まで司会）
- ☆三石佳那（キャスター）
- ☆坂部友宏
- 喜谷知純（キャスター）
- 田中碧（2019年3月までリポーター。テレビ神奈川へ移籍、2023年4月よりオスカープロモーションに所属）
- 新海史子（リポーター）
- 森本晴香（2012年3月までリポーター。広島ホームテレビへ移籍）
- 手島千尋（2013年5月からリポーター。テレビ埼玉へ移籍）
- 林莉世（2021年12月までリポーター。ホリプロへ移籍）
- 今井美穂

コメンテーター
- 田村秀（新潟大学法学部教授）
  - 2019年11月13日の放送では、加茂市出身の西村元貴がゲストコメンテーターとして出演[3]。当時放送された金曜ドラマ『4分間のマリーゴールド』の番組宣伝も兼ねて出演した[3]。

## ネット配信
『水曜見ナイト』は、以下の動画配信サービス（VOD）においてネット配信（見逃し配信）を実施している。いずれも放送日翌日の12時から配信され、7日間視聴が可能となっている。
- TBS FREE
- TVer
- GYAO!